# Acroneuria azunensis
Acroneuria azunensis és una espècie d'insecte plecòpter pertanyent a la família dels pèrlids.

## Etimologia
El seu nom científic fa referència al riu Azun on molts exemplars d'aquesta espècie hi foren recollits.

## Descripció
- Els adults són, generalment, de color groc (incloent-hi el cap), tenen el pronot marró clar i amb rugositats, les ales marró groguenques clares i els cercs clars.
- Les ales anteriors del mascle fan entre 21 i 22 mm de llargària i les de les femelles 26-27.
- La vagina de la femella és esvelta, més o menys cilíndrica i amb una espermateca, la qual fa 2/3 de la longitud de la vagina.[3]

## Reproducció
Els ous tenen forma de pera i fan 0,32 mm de llargada i 0,24 de diàmetre.

## Distribució geogràfica
Es troba a Àsia: el Vietnam.